# NGC 1819
NGC 1819 é uma galáxia lenticular (SB0) localizada na direcção da constelação de Orion. Possui uma declinação de +05° 12' 03" e uma ascensão recta de 5 horas, 11 minutos e 46,0 segundos.
A galáxia NGC 1819 foi descoberta em 27 de Fevereiro de 1886 por Lewis A. Swift.